# Karolinen-Gymnasium Rosenheim
Das Karolinen-Gymnasium Rosenheim ist eine weiterführende Schule im oberbayerischen Rosenheim. Sie bietet eine naturwissenschaftlich-technologische, eine sprachliche und eine sozialwissenschaftliche Ausbildungsrichtung.

## Geschichte

Das Mädchenschulhaus im Jahr 1895

Bereits seit dem frühen 19. Jahrhundert gab es in Rosenheim eine Mädchenschule in der ehemaligen Michaelskapelle. Ab dem Jahr 1851 wurde der Schulbetrieb dort von den Armen Schulschwestern übernommen und 1852 zog man in das Mesnerhaus der Pfarrkirche St. Nikolaus um.
Nachdem die Stadt schon 1866/67 ein eigenes Knabenschulhaus in der damaligen Bahnhofsstraße (heute Königstraße) errichtet hatte, entschied man sich, für die Mädchenschule ebenfalls ein eigenes Schulhaus zu schaffen. Dieses wurde in den Jahren 1875/76 vom Rosenheimer Baumeister Simon Lutz gebaut. Das Gebäude entstand an Stelle eines alten Krankenhauses in der Heilig-Geist-Straße. Aufgrund akuten Raummangels errichtete man bereits ab 1886 nebenan ein weiteres Schulhaus, die sogenannte „Stollschule“.

### Gründung als Höhere Töchterschule

Stollschule (1985 abgerissen)

Bis dahin fehlte jedoch eine weiterführende Schule für Mädchen in Rosenheim. Seit dem Jahr 1884 bemühte sich daher die Stadt um die Gründung einer „Anstalt zur Fortbildung der Töchter aus besseren Ständen“. In einer Sitzung am 2. August 1889 konnte sich der Stadtmagistrat schließlich auf die Gründung einer dreiklassigen Höheren Töchterschule einigen, die sich an 13- bis 16-jährige Mädchen richten sollte. Außerdem bat man an die Armen Schulschwestern, die Schule zu betreiben und genehmigte deren vorgelegte Lehrpläne.

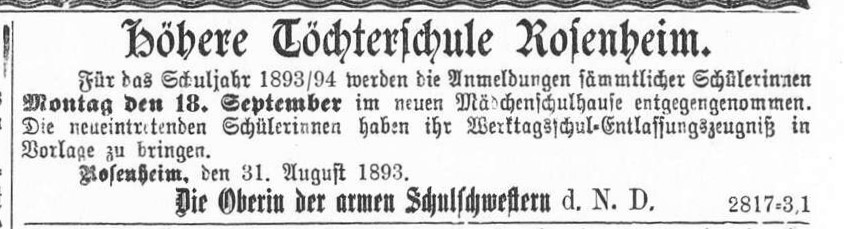
Zeitungsannonce zur Einschreibung für das Schuljahr 1893/94

Am 13. Oktober 1890 begannen 33 Mädchen im zweiten Obergeschoss der „Stollschule“ ihre Ausbildung:

„Wie bekannt, haben die ehrwürdigen Frauen Schulschwestern dahier eine höhere Töchterschule ins Dasein gerufen. Diese neue zeitgemäße und vielfach freudig begrüßte Lehranstalt, wurde heute Vormittag, nach vorausgegangenem in der Stadtpfarrkirche abgehaltenen Festgottesdienste, in den schönen Räumen des [neuen] Mädchen-Schulhauses in feierlicher Weise eröffnet. Außer dem hochwürdigen Herrn Stadtpfarrer, geistl. Rath und Schulinspektor Benedikt Gruber, wohnten auch Herr Bürgermeister Wüst und Mitglieder beider Kollegien dem Eröffnungsakte an. Schon heute frequentiren 33 Zöglinge die neue Lehranstalt, der wir bestes Blühen und Gedeihen wünschen.“

Die erste Schulleiterin war Schwester M. Lucretia Lauter, die vor ihrer Anstellung bei der Höheren Töchterschule bereits seit 1881 als Lehrerin an der Mädchenschule tätig war. Sie verließ die Höhere Töchterschule im August 1894, als sie nach München gerufen wurde, um dort als Mutterhaus-Oberin im Angerkloster tätig zu werden.

#### Kosten und Finanzierung
Die Privatschule kostete 4 Mark Schulgeld pro Monat. Da sie damit nur für wohlhabendere Schichten erschwinglich war, bot man für Bedürftige auf Antrag auch reduzierte und kostenfreie Plätze an. Die Stadt förderte dies durch einen finanziellen Zuschuss von bis zu 500 Mark pro Jahr. Außerdem stellte die Stadt die Unterrichtsräume und Einrichtungsgegenstände zur Verfügung. Die Armen Schulschwestern verpflichteten sich im Gegenzug dazu, Lehrmaterialien bereitzustellen und die Beheizung, Beleuchtung und Reinigung der Räumlichkeiten zu übernehmen.
| Schuljahr | Schülerinnen |
| --------- | ------------ |
| 1893/94   | 49           |
| 1894/95   | 56           |
| 1895/96   | 42           |

#### Curriculum
Ziele der neuen Schule waren „die Schärfung des Denk- und Urteilsvermögens und [die] Weckung des Verständnisses für die Aufgaben des öffentlichen Lebens“. Die zentral ausgebildeten Ordenslehrerinnen regelten den Tagesablauf der Schülerinnen bis ins Detail, die Disziplinarordnung legte entsprechend dem Zeitgeist enge Grenzen fest. Obwohl die Schule für Schülerinnen aller Konfessionen offen stand, war der katholische Glauben fest im Schulalltag verankert. Nicht-katholische Schülerinnen mussten bei der Einschreibung in die Schule nachweisen, anderweitig Religionsunterricht zu erhalten.
Das pädagogische Konzept trug für damalige Verhältnisse teils überraschend moderne Züge. So sollte beispielsweise der Unterricht in Naturkunde „stets auf Anschauung gegründet und durch Experimente unterstützt“ werden. Auch der gegebene Turnunterricht war an Mädchenschulen damals noch ungewöhnlich. Weitere Pflichtfächer waren Religion, Deutsch, Mathematik, Geographie, Geschichte, Buchführung, Zeichnen, Gesang und Handarbeit. Als Wahlfächer wurden Französisch, Englisch, Italienisch sowie Klavierunterricht angeboten.

### Umzug in ein eigenes Schulgebäude

Schulgebäude in der Ebersberger Straße im Jahr 1909

Die stetig steigende Zahl der Schülerinnen machte es notwendig, neue Räumlichkeiten zu finden. Am 27. Juni 1905 beschloss der Stadtrat mit großer Mehrheit, ein 4 Tagewerk großes Grundstück an der Ebersberger Straße zwischen der Loretokapelle und dem Kapuzinerkloster zu erwerben. Die Kosten dafür betrugen 55.000 Mark.

Turnunterricht im Schulpark, 1908

Nach einer längeren Planungsphase begannen am 19. Juli 1907 schließlich die Bauarbeiten. Die Gesamtkosten inkl. Grundstückskauf wurden auf 450.000 Mark veranschlagt und beliefen sich letztendlich auf 463.033 Mark. Maßgeblich entworfen wurde das Gebäude vom damaligen Stadtbaumeister Ferdinand Schlögl. Das dreigeschossige „Loreto-Schulhaus“ entstand dabei im späten Jugendstil.
Während den Grundaushebungsarbeiten für das neue Gebäude fand man am Vormittag des 23. Juli 1907 ein männliches Skelett auf dem Gelände. Aufgrund des Zustandes und einer nahebei gefundenen Münze nahm man an, dass die Gebeine dort bereits seit Jahrzehnten lagen und dass der Mann einem Verbrechen zum Opfer fiel. Ob dieses aufgeklärt werden konnte, ist nicht überliefert.

#### Gebäudeausstattung
Im Kellergeschoss des neuen Schulhauses befanden sich hauptsächlich Wirtschaftsräume wie z. B. Küche und Waschküche, Baderäume, sowie ein Heiz- und ein Bügelzimmer. Im Erdgeschoss richtete man neben normalen Klassenräumen auch spezielle Räume für den Musik- und Kunstunterricht ein. Auch ein Pförtner war hier untergebracht, genauso wie ein Sprechzimmer für Besuche, als auch der Turn-, der Fest- und der Speisesaal. Das erste Obergeschoss enthielt weitere Klassenzimmer, die Institutskapelle, aber auch Wohn- und Studiersäle und eine Bibliothek. In der zweiten Etage befanden sich sowohl die Schlafsäle und Waschräume für die Schülerinnen, als auch ein Krankenzimmer und die Schuhkammer. Die Schlaf-, Wohn- und Waschräume im Dachgeschoss waren den Schulschwestern und dem restlichen Personal vorbehalten.
Im gesamten Gebäude installierte man eine moderne Niederdruckdampfheizung. Außerdem projektierte man neben einem elektrischen Personen- und Lastenaufzug auch einen Speiseaufzug von der Küche in die Speisesäle. In dem kleinen Turmaufbau über der Kapelle wurde ein Glockengeläut eingerichtet. Die Schule erhielt zudem einen parkartigen Schulgarten.

Musiksaal
Schulküche
Turnsaal
Zeichensaal

#### Eröffnung

Schulgebäude mit Kapelle und Glockenturm, 1912

Bereits nach einem Jahr Bauzeit wurde das Gebäude im September 1908 fertiggestellt:

„Vollendet steht das herrliche Haus, prächtig schmückt es die Landschaft, stolz ist es aufgebaut im grünen Hag und trefflich in allen Teilen sorgfältig aufgeführt und ausgearbeitet durch eine emsig leitende Hand und die Fürsorge vieler fleißiger Hände; es bildet ein Schatzkästlein der Neubauten der Stadt Rosenheim, auf welche die ganze Gemeinde und ihre Bewohner mit Fug und Recht nur bleibend stolz sein können.“

Somit konnten die Mädchen pünktlich zum Beginn des Schuljahres 1908/09 in die neue Städtische Höhere Töchterschule mit Erziehungsinstitut (ab 1911 Städtische Höhere Mädchenschule mit Erziehungsinstitut) einziehen. Im Juli 1914 beendete dieser Jahrgang mit einer großen Abschlussfeier die mittlerweile sechsklassige Schulausbildung.
Die Schule wurde nach dem Umzug von der Stadt Rosenheim unterhalten, allerdings weiterhin von den Armen Schulschwestern geleitet. Im Schuljahr 1908/09 beschäftigte die Schule 20 Lehrschwestern und 6 Arbeitsschwestern.
Am 12. Juli 1915 besuchte die bayerische Königin Marie Therese die Mädchenschule.

#### Kapelle

Schulkapelle, 1908

Die Schulkapelle wurde in erster Linie von den Schwestern benutzt, jedoch besuchten auch die Schülerinnen diese zum morgen- und abendlichen Gebet. Sie wurde von der Münchener Firma Josef Schuler mit neubarocken Stuckarbeiten verziert, die zum größten Teil auch heute noch vorhanden sind. Im Schuljahr 1923/24 renovierte man die Kapelle ein erstes Mal. Dabei brachte der Pasinger Maler Hans Kögl die figürlichen Darstellungen in den Stuckmedaillons an, der Rosenheimer Maler Max Zierer die restlichen Dekorationsmalereien. Eine zweite Renovierung folgte 1935, als man zwei neue Engelsfiguren erwarb und die Kniebänke polsterte. Die Schulkapelle wurde bis in das Jahr 1938 als solche genutzt.

### Erweiterung um eine Mädchenmittelschule
Ab dem 15. September 1916 wechselte man zu einer zweigleisigen Schulform.

#### Lyzeum
Die sechsklassige Höheren Mädchenschule neuer Ordnung (ab 1925 auch Lyzeum) entsprach im Wesentlichen den bisherigen Anforderungen. Im Vergleich zur neu angegliederten Mädchenmittelschule gab es neben der längeren Ausbildungszeit auch allgemein höheren Anforderungen wie zum Beispiel eine zweite Fremdsprache. Außerdem gab es ab 1925 eine schriftliche Abschlussprüfung.

#### Mädchenmittelschule
In der dreiklassigen Mädchenmittelschule wurden 12- bis 15-jährige Mädchen mit abgeschlossener Hauptschulbildung unterrichtet. Das Curriculum umfasste dabei die Pflichtfächer Deutsch, Rechnen, hauswirtschaftliche Buchführung, Geschichte und Bürgerkunde, Erdkunde und Wirtschaftsgeographie, Naturkunde, erzieherische Belehrungen, Zeichnen, Handarbeiten, Turnen und Gesang. Als Wahlfächer wurden neben Französisch als Fremdsprache auch Stenographie, Buchführung und Schulküche angeboten.
Das zu entrichtende Schulgeld belief sich jährlich auf 40 Mark sowie 10 bis 30 Mark zusätzlich für die entsprechenden Wahlfächer. Im ersten Schuljahr 1916 begannen 30 Mädchen ihre Ausbildung in der Mädchenmittelschule, welche zunächst im Hauptgebäude untergebracht war. Im Herbst 1918 zog man in zwei neu eingerichtete Schulräume im Ökonomiegebäude im Institutsgarten um. Die Anzahl der Schülerinnen betrug nun bereits 82.

#### Absolvia Städtisches Lyzeum Rosenheim
Bis zur Zeit des Nationalsozialismus und der Gleichschaltung der Jugendverbände gab es, wie in den anderen Rosenheimer Schulen, auch auf der Höheren Töchterschule eine Schülerverbindung nach akademischem Vorbild. Die Absolvia Städtisches Lyzeum Rosenheim ist die einzige bekannte Schülerinnen-Vereinigung, welche überliefert wurde. Aber auch bei ihr verliert sich die Spur in den Kriegsjahren. Im Jahr 2011 wurde die Schülerverbindung Absolvia Rosenheim, stellvertretend für alle ehemaligen Rosenheimer Schülervereinigungen an allen Gymnasien der Stadt Rosenheim und im Landkreis Rosenheim, reaktiviert. In diese können jedoch nur männliche Schüler beitreten. 

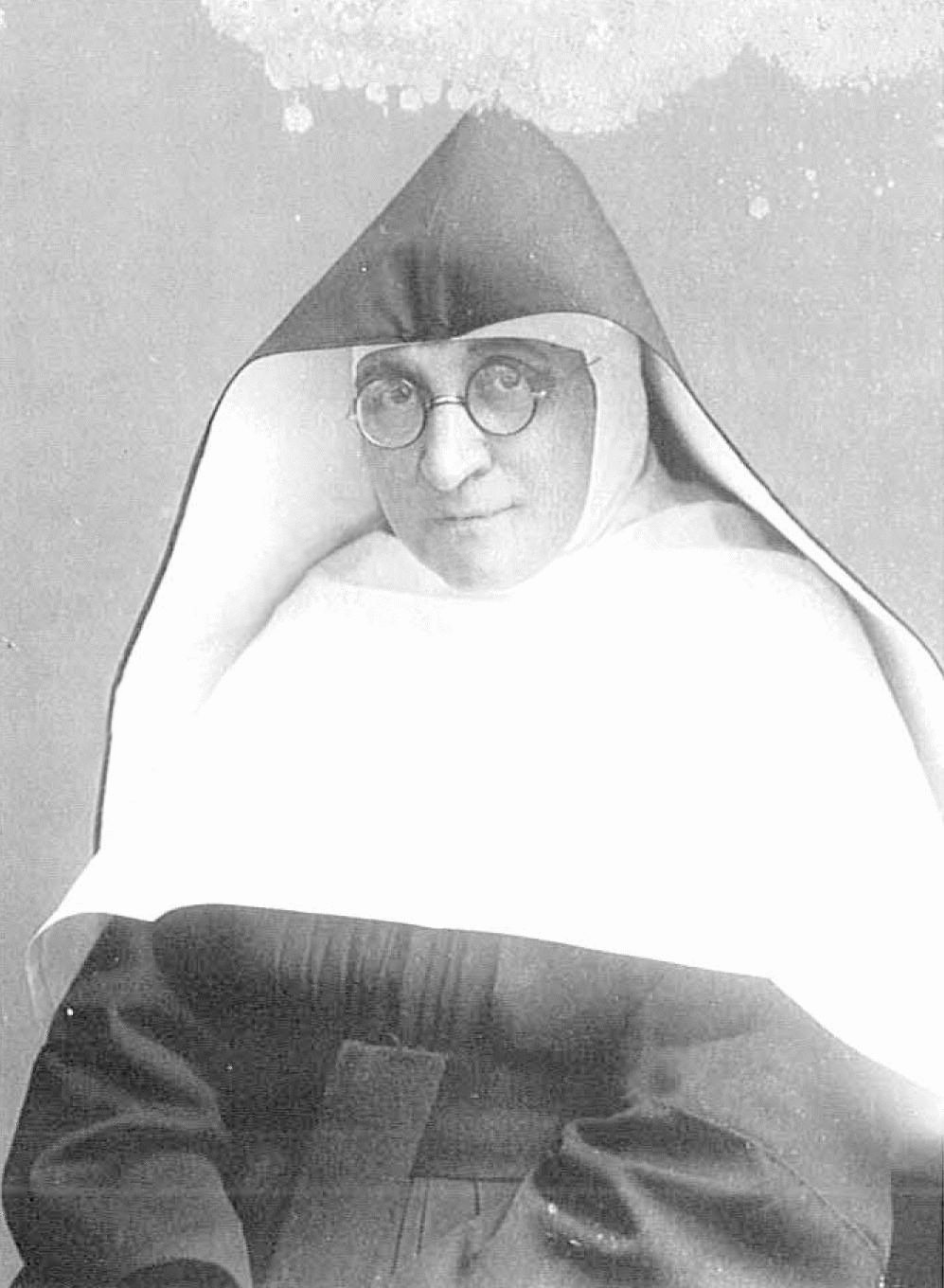
Die langjährige Direktorin Schwester Maria Oskar Rambold

#### Schulleitung
Von 1921 bis 1938 leitete Schwester Maria Oskar Rambold die Schule. Zum Ende ihres Direktorats betrug die Schülerinnenschaft über 200.

### Städtische Mädchen-Oberschule
Nach dem Aufkommen des Nazi-Regimes im Deutschen Reich wurde den Armen Schulschwestern im Jahr 1938 die Lehrerlaubnis entzogen und die Schule in eine Städtische Mädchen-Oberschule umgewandelt. Der Unterricht wurde nun durch regimetreue Lehrkräfte übernommen. Im selben Jahr zog die Schule aufgrund des Ausbruchs des Zweiten Weltkriegs aus dem Gebäude der Schule an der Ebersberger Straße aus. Es wurde anschließend zu einem Kriegslazarett, dem späteren „Loreto-Krankenhaus“, umfunktioniert. Der Unterricht fand daher nun an wechselnden Orten im Rosenheimer Stadtgebiet statt. Im Jahr 1941 erweiterte man die Schule zu einer achtklassigen Vollanstalt, sodass 1943 das erste Abiturzeugnis verliehen werden konnte.

### Nachkriegszeit
Nach Ende des Krieges wurde der Schulbetrieb bereits 1945 wieder aufgenommen. Man unterrichtete die Klassen 1 bis 4 provisorisch in der Stollschule an der Heilig-Geist-Straße. Im folgenden Jahr zog die Schule abermals um – diesmal in ein Gebäude an der Prinzregentenstraße. Außerdem wandelte man diese zunächst in die Städtische Oberrealschule für Mädchen und anschließend im Jahr 1951 in das Städtische Mädchen-Realgymnasium Rosenheim um. Hier unterrichtete man 9 Klassenstufen.

### Karolinen-Gymnasium Rosenheim

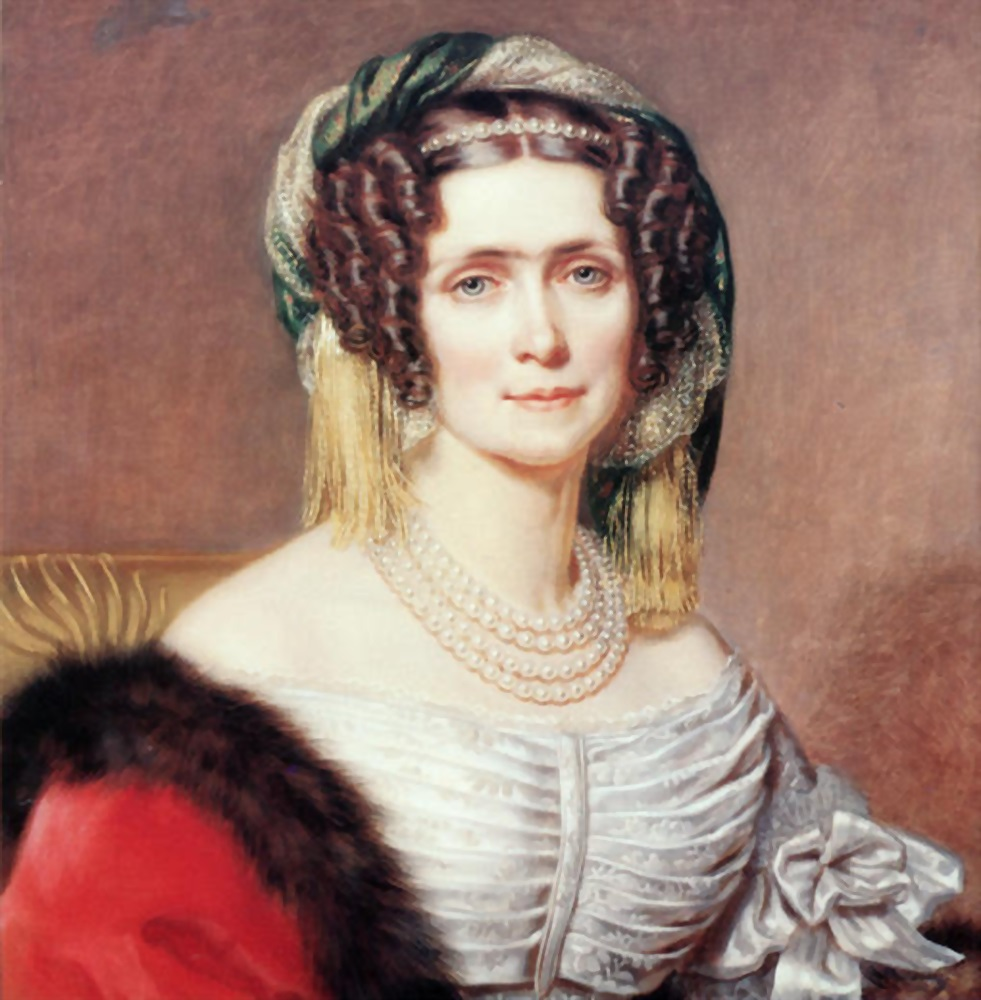
Karoline von Baden, Namensgeberin der Schule

1965 wurde die Schule nach der ersten bayerischen Königin Karoline von Baden in Karolinen-Gymnasium Rosenheim umbenannt. Im folgenden Jahr führte man den sozialwissenschaftlichen Zweig ein.

#### Umzug zurück in das alte Schulgebäude
Obwohl es sich anfangs nur um ein Provisorium handelte, beherbergte das ehemalige Schulhaus an der Ebersberger Straße für lange Zeit das sogenannte „Loreto-Krankenhaus“, bis dieses am 28. Januar 1968 geschlossen wurde. Daraufhin wurde das Gebäude bis 1969 generalsaniert, modernisiert und um ein neues Gebäude im Osten erweitert. Dabei wurden sämtliche Jugendstildetails entfernt. Anschließend konnte man zum Schuljahr 1969/70 wieder zurück in die Ebersberger Straße umziehen. Im Zuge dessen wurde die Schule vollständig verstaatlicht. 1974/75 wurde außerdem eine Schulbibliothek eingerichtet.
Ab dem Jahr 1987 ließ man die gemeinsamen Lehre von Mädchen und Jungen (Koedukation) zu und führte im Jahr 1991 den mathematisch-naturwissenschaftlichen Zweig ein. 1993 erweiterte man das Hauptgebäude durch den Bau eines Pavillons um sieben weitere Klassenräume. Seit dem Jahr 2001 kann Spanisch als sogenannte „spätbeginnende Fremdsprache“ gewählt werden.

#### KaroHilft
Im November 2011 starteten Schüler und Lehrer des Karolinen-Gymnasiums Rosenheim die Aktion „KaroHilft“. Zusammen mit der Partnerorganisation Opportunity International Deutschland wurde dabei eine Schule in Ghana geplant. Anschließend wurden dafür Spenden gesammelt und 2012 reisten teilnehmende Schüler und Lehrer in das Land, um beim Aufbau des Schulgebäudes zu helfen. Insgesamt wurden über 76.000 € an Spendengeldern eingenommen. Schirmherrin der Aktion war die damalige Oberbürgermeisterin Rosenheims Gabriele Bauer.

#### Sanierung und Erweiterung

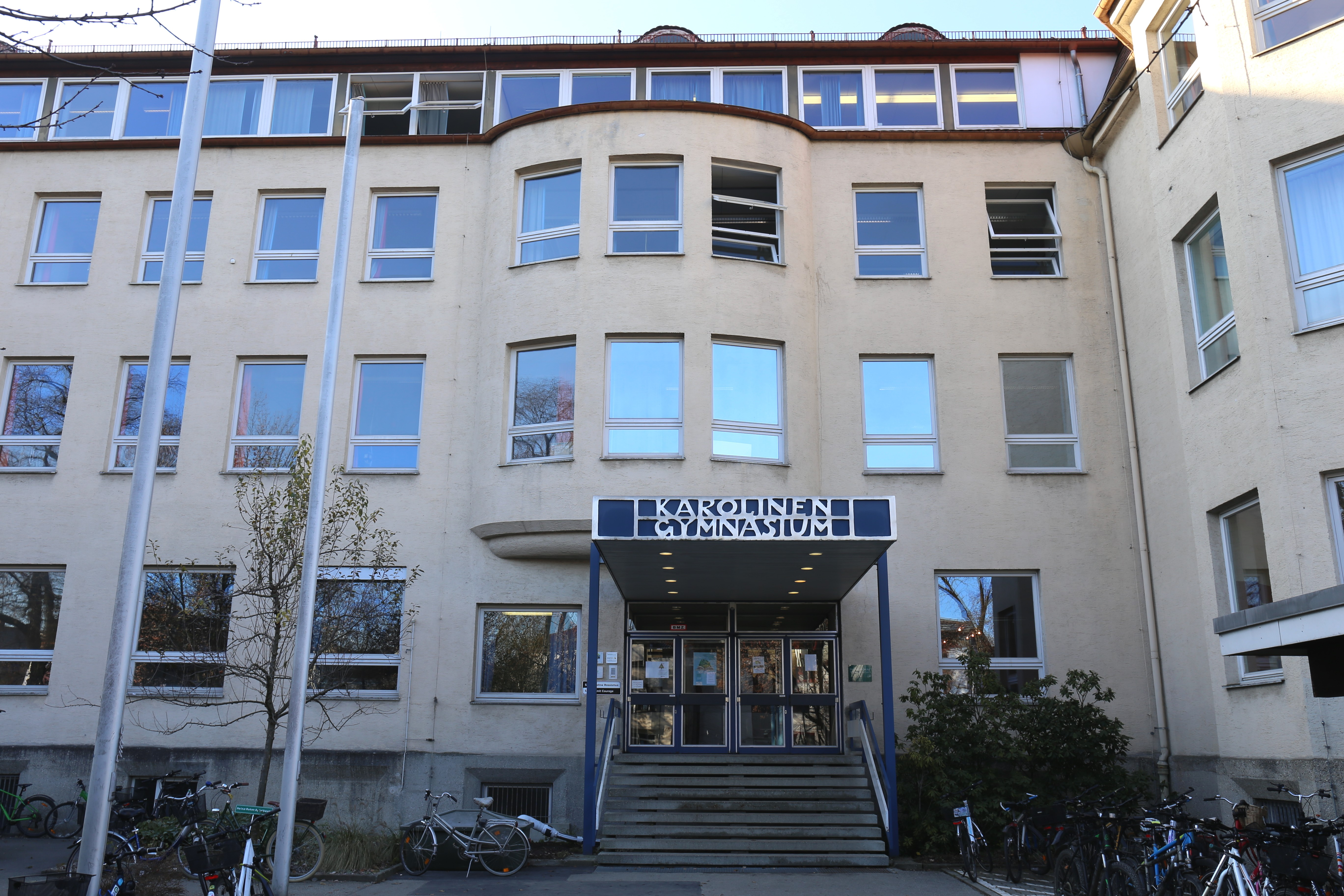
Karolinen-Gymnasium, 2019

Im Jahr 2014 beschloss der Stadtrat, eine Machbarkeitsstudie für eine umfangreiche Sanierung und Erweiterung der Schule in Auftrag zu geben. Das damit beauftragte Münchener Architekturbüro schlug darin drei mögliche Varianten für die Baumaßnahme vor. Man entschied sich für die sogenannte „Erweiterung West“, weil dadurch ein weitgehend ungestörter Schulbetrieb während der Bauarbeiten zu realisieren sei.
Bei dieser Variante wird zunächst an Stelle der bisherigen Zweifachturnhalle ein Schulneubau errichtet. Nach dessen geplanter Fertigstellung im Jahr 2022 wird der Unterricht in dieses Gebäude verlagert und daraufhin das Bestandsgebäude generalsaniert. Dieses soll vollständig entkernt und anschließend mit neuen Klassenräumen, verbessertem Brandschutz und modernen EDV- und Lichtanlagen ausgestattet werden. Ein besonderes Augenmerk liegt dabei auch auf der Restaurierung der denkmalgeschützten Aula. Im letzten Schritt soll an Stelle des Ostflügels aus dem Jahr 1969 eine neue Dreifachturnhalle entstehen. Auch der bisherige Pavillon soll im Zuge dessen abgerissen werden.
Insgesamt werden 53,6 Mio. € investiert. Der symbolische erste Spatenstich für die Bauarbeiten fand am 26. März 2019 statt, für die gesamte Maßnahme sind sechs Jahre Bauzeit eingeplant.

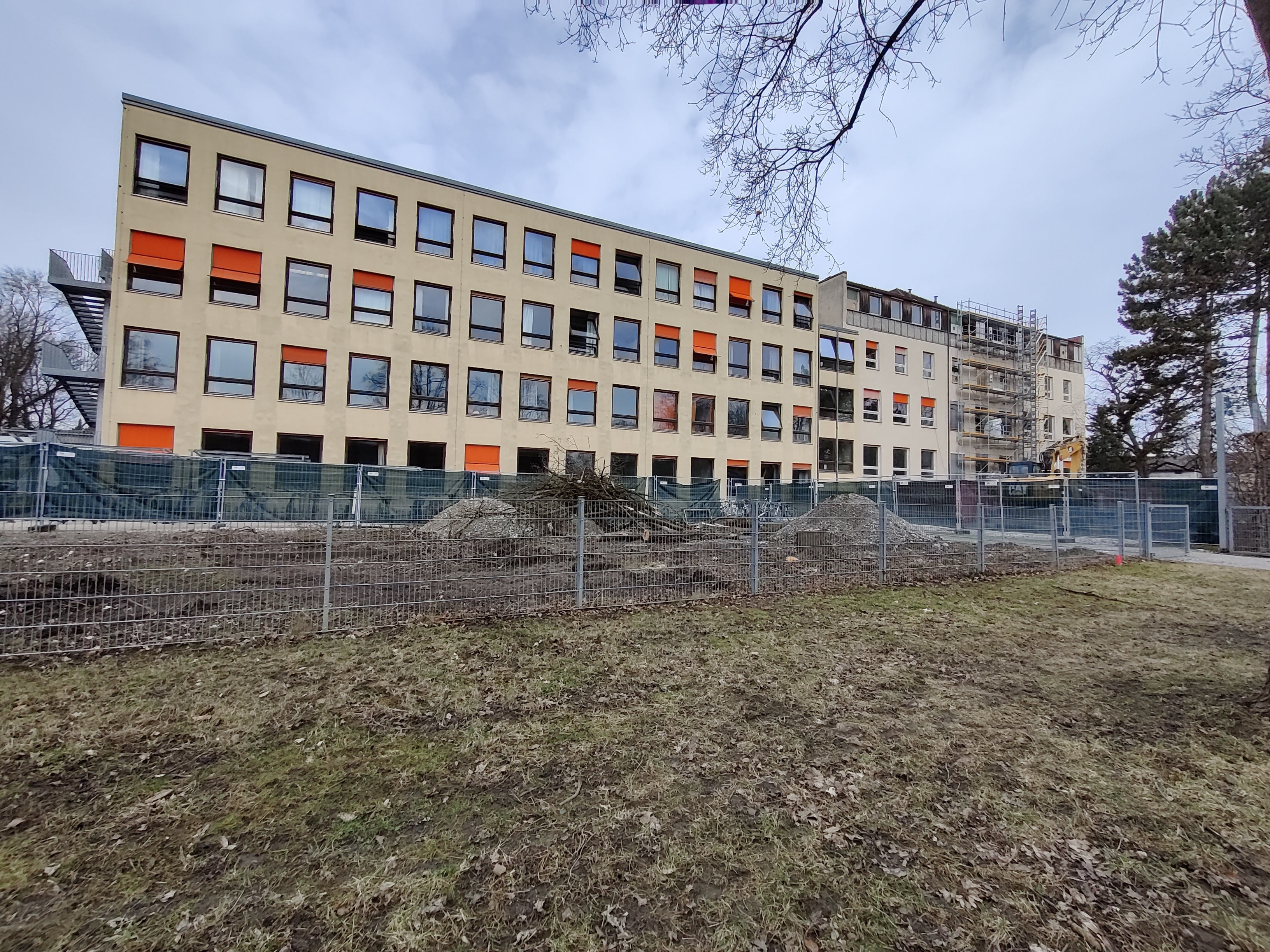
Bestandsgebäude 2022

## Profil
Das Karolinen-Gymnasium bietet drei Ausbildungsrichtungen. Den sozialwissenschaftlichen Zweig besuchen ca. 55 %, den naturwissenschaftlich-technologischen Zweig ca. 35 % und den sprachlichen Zweig etwa 10 % der Schüler. Ab der fünften Klasse wird Englisch als Pflichtfach unterrichtet, ab der sechsten Klasse kann abhängig vom Zweig zwischen Französisch oder Latein als zweite Fremdsprache gewählt werden. Zwischen der achten und zehnten Klasse werden dann je nach Zweig verschiedene Fächer verstärkt unterrichtet. Außerdem kann ab der zehnten Jahrgangsstufe die zweite Fremdsprache durch Spanisch ersetzt werden.
Das Gymnasium ist eine sogenannte offene Ganztagsschule. Auf Wunsch der Eltern können dabei Schüler auch nach Unterrichtsschluss unentgeltlich ganztags betreut werden. Die Betreuung umfasst das gemeinsame Mittagessen, Hausaufgabenbetreuung, Wahlunterricht sowie Freizeitangebote und wird von der gemeinnützigen Gesellschaft zur Förderung beruflicher und sozialer Integration mbH Rosenheim im Auftrag des Karolinen-Gymnasiums organisiert.
Als MINT-EC-Schule ist das Gymnasium berechtigt, Schülern das MINT-EC-Zertifikat zu verleihen.

## Veröffentlichungen
- Regina Gottschalk: Das Karolinen-Gymnasium. Neusprachliches, sozialwissenschaftliches und mathematisch-naturwissenschaftliches Gymnasium. In: Klaus Neumaier (Red.): Beiträge zur Rosenheimer Schulgeschichte. Bezirksverband Oberbayern des Bayerischen Philologenverbandes, Rosenheim 1993, S. 37–56.